# NGC 1333
NGC 1333 是位於英仙座的一個反射星雲。距離地球約一千光年，為英仙座分子雲的一部分。德國天文學家愛德華·申費爾德於1855年12月1日發現該星雲。
2011年，天文學家宣布在該星雲和蛇夫座ρ星云复合体內發現30到30顆棕矮星。